# Tower defense
 (janvier 2010).

un exemple de jeu de Tower Defense

Le tower defense (souvent abrégée en TD) est un type de jeu vidéo où l’objectif est de défendre une zone contre des vagues successives d’ennemis se déplaçant suivant un itinéraire ou non, en construisant et en améliorant progressivement des tours défensives.
Ce type de jeu peut être retrouvé sous forme d'un jeu à part entière, notamment sur Internet sous forme de jeux en Flash, ou joué sous forme de carte personnalisée (ou de petit mod) pour un jeu de stratégie en temps réel, comme Warcraft III ou StarCraft. Des adaptations de tower defense en jeux de société ont également été développées, comme Bad bones, et grâce au financement participatif, comme Tower Defense ou Epic Dice.

## Histoire
L’origine de ce genre de jeu est incertaine. Ce type de jeu existait déjà à la fin des années 1990 avec des jeux tels que Age of Empires, qui proposaient un éditeur de cartes permettant aux joueurs de créer des scénarios fantaisistes, dont les tower defense, mais sans réellement se démocratiser malgré un (relatif) succès auprès de ces joueurs. Le jeu StarCraft a permis de poser les bases du jeu grâce à la première map nommée Tower Defence, ainsi que des variantes (tel que le Maze avec Matrix Defense). 
Cependant, depuis le jeu Warcraft III, les jeux de type tower defense se sont diversifiés et popularisés. Ce jeu ayant la particularité de laisser les joueurs créer facilement de nouvelles maps (cartes de jeu) et d’y préciser leurs règles grâce à un éditeur de niveau.
Grâce à la technologie Flash, ce type de jeu s’est grandement démocratisé en se rendant plus accessible (gratuité, facilité d’utilisation, aucune installation requise…).

## Principes
Les tours sont utilisées pour éliminer des ennemis ou, dans des versions moins belliqueuses, des objets, en tirant sur chacun de ceux à leur portée. Chaque ennemi tué, ou objet éliminé, rapporte des points qui serviront à la construction ou l’amélioration de tours sur la carte de jeu.
Les tours sont souvent différenciées par :
- leur coût ;
- les dégâts qu’elles causent ;
- leur vitesse d’attaque ;
- leur portée d’attaque ;
- leur type d’attaque ;
- et certaines capacités spécifiques (par exemple ralentir le déplacement des ennemis ou objets).

De même, les divers éléments qui parcourent la carte se singularisent souvent par, notamment :
- leur résistance ;
- leur rapidité de déplacement ;
- leur immunité contre certains types d’attaques ;
- leur coût en « points de vie » dans les versions du jeu où cette notion existe.

## Différents types
Il existe deux types de tower defense, avec ou sans labyrinthe (mazing) :
- Avec labyrinthe : les tours ne peuvent être placées que le long de l’itinéraire des ennemis. Le but est alors de trouver le placement optimal et la meilleure combinaison de tours, ils peuvent être très simple comme Bloons TD ou bien plus complexe comme Stronghold.
- Sans labyrinthe : le joueur peut placer ses tours sur l’itinéraire des ennemis qui les contournent. La stratégie est alors de créer des chemins qui forcent les vagues d’ennemis à rester le plus longtemps possible sous le feu des tours. Des jeux comme Bubble Tanks TD ou Desktop Tower Defense poussent même ce concept au maximum puisque certains niveaux sont infaisables si un système de « va-et-vient » n'est pas créé. Cela consiste à créer deux chemins, ouverts et fermés alternativement par le joueur, obligeant ainsi les assaillants à rebrousser chemin pour aller vers la nouvelle sortie et continuer à rester sous le feu des tours. Certains ennemis peuvent ainsi faire une dizaine d'aller-retour avant d'être éliminés.

De nombreux jeux s'inspirent de la mécanique des tower defense. Par exemple, Amuse Park (2010) consiste à maîtriser non pas des vagues d'ennemis mais de clients entrant dans un parc d'attraction.